# Det er ganske vist! (Der var engang...)
Det er ganske vist! er en tegnefilm i serien Der var engang... (eng. titel The Fairytaler), der blev udsendt i forbindelse med H.C. Andersens 200 års fødselsdag i 2005.
Danske Stemmer:
- H.C. Andersen Henrik Koefoed
- Louise Ann Hjort
- Gerda Ditte Gråbøl
- Emma Trine Dyrholm
- Uglehun Birgitte Raaberg
- Uglehan Søren Spanning
- Gammel ugle Birthe Neumann
- Due Kaya Brüel
- Brun hane Henrik Lykkegaard
- Hvid hane Gordon Kennedy

Bagom:
- Instruktør: Jørgen Lerdam
- Original musik af: Gregory Magee
- Hovedforfatter: Gareth Williams
- Manuskriptredaktører: Linda O' Sullivan, Cecilie Olrik
- Oversættelse: Jakob Eriksen
- Lydstudie: Nordisk Film Audio
- Stemmeinstruktør: Steffen Addington
- Animation produceret af: A. Film A/S
- Animationsstudie: Wang Film Production

En co-produktion mellem
Egmont Imagination, A. Film & Magma Film
I samarbejde med:
Super RTL & DR TV